# Mustjärnen, Medelpad
Mustjärnen är en sjö i Sundsvalls kommun i Medelpad och ingår i Indalsälvens huvudavrinningsområde. Sjön är 5 meter djup, har en yta på 0,11 kvadratkilometer och befinner sig 250,4 meter över havet.